# Hydrostachys
Hydrostachys là một chi của khoảng 20-22 loài thực vật hạt kín bản địa của các con suối thuộc Madagascar và trung cùng nam châu Phi. Nó cũng là chi duy nhất của họ Hydrostachyaceae (đồng nghĩa: Hydrostachyaceae). Tất cả các loài của chi Hydrostachys là thực vật thủy sinh, mọc trên đá trong các con suối chảy nhanh. Chúng có rễ củ, thường có các lá kép lông chim và các hoa suy giảm mạnh mọc thành dạng bông dày dặc

## Phát sinh chủng loài
Vị trí phát sinh chủng loài của chi Hydrostachys là đặc biệt có vấn đề. Do hình thái học thủy sinh chuyên biệt hóa của nó, nó thường được gộp nhóm với các loài thực vật thủy sinh khác, chẳng hạn như với họ Podostemaceae (hiện đặt trong bộ Malpighiales). Tuy nhiên, các đặc trưng phôi, hoa và các đặc trưng hình thái khác không hỗ trợ vị trí này, và các dữ liệu phân tử gợi ý rằng chi Hydrostachys có thể có liên quan tới các đơn vị phân loại của bộ Cornales. Tuy nhiên, vị trí của nó trong bộ Cornales cũng là không chắc chắn; nó có thể là cơ sở với phần còn lại của bộ này hoặc nằm trong phạm vi họ Hydrangeaceae. Bên cạnh đó, nó chia sẻ rất ít các điểm tương tự hình thái với phần còn lại của bộ Cornales. Burleigh và ctv. (2009) gần đây phát hiện ra rằng trong phân tích 5 gen thì có sự hỗ trợ mạnh (97% tự trợ hợp lý tối đa) cho vị trí của chi Hydrostachys trong phạm vi bộ Lamiales, chủ yếu là do trình tự matK được bổ sung. Tuy nhiên, phân tích bao hàm toàn diện hơn của Schäferhoff và ctv. (2010) lại loại chi này ra khỏi bộ Lamiales. Dẫu vậy, nhưng mục tiêu của công trình của Schäferhoff và ctv. (2010) là về các mối quan hệ trong phạm vi bộ Lamiales, nên họ đã không đặt họ Hydrostachyaceae với sự tin cậy.

### Các mối quan hệ trước đây
Họ Hydrostachyaceae từng được đề xuất là có quan hệ chị em với chi Decumaria (họ Hydrangeaceae), hoặc gần với họ Crassulaceae (bộ Saxifragales), hoặc có lẽ gần với họ Podostemaceae (gần họ Clusiaceae trong bộ Malpighiales). Tuy nhiên, Takhtadjan (1997) gộp bộ Hydrostachyales trong phân lớp Lamiidae của ông còn Cronquist (1981) cũng đặt Hydrostachyaceae trong khu vực chung này (phân lớp Asteridae; bộ Callitrichales), còn Burleigh và ctv. (2009) cũng đề xuất rằng chi/họ này có thể thuộc về bộ Lamiales.

## Các loài
(Danh sách này có thể chưa đầy đủ)
| - H. decaryi - H. distichophylla - H. fimbriata - H. imbricata - H. laciniata - H. longifida - H. maxima | - H. monoica - H. multifida - H. perrieri - H. plumosa - H. stolonifera - H. trifaria - H. verruculosa |